# Coptops pascoei
Coptops pascoei là một loài bọ cánh cứng trong họ Cerambycidae.